# Muhammad Abu Khalil
Muhammad bin Abu Khalil (Jawi محمد بن ابو خليل; * 11. April 2005 in Kuala Pilah) ist ein malaysischer Fußballspieler.

## Karriere

### Verein
Muhammad Abu Khalil erlernte das Fußballspielen in der Academy Mokhtar Dahari sowie in der Jugend des Selangor FC. Die erste Mannschaft des Vereins aus Shah Alam spielte in der ersten Liga, der 	Malaysian Super League. Als Jugendspieler kam er 2023 einmal in der ersten Liga zum Einsatz. In dem Auswärtsspiel am 14. August 2023 gegen den Negeri Sembilan FC wurde er in der 86. Minute für Yohandry Orozco eingewechselt. Am Ende der Saison 2023 feierte er mit dem Verein die Vizemeisterschaft. Im Februar 2024 unterschrieb er bei seinem Jugendverein seinen ersten Vertrag. Am 8. Juli 2024 wechselte er bis Saisonende auf Leihbasis zum japanischen Drittligisten FC Osaka. Hier kam er jedoch nicht zum Einsatz. Ende Dezember 2024 kehrte er nach der Ausleihe nach Malaysia zurück. Im Januar 2025 wurde er an den thailändischen Erstligisten Nakhon Pathom United FC verliehen. Am Ende der Saison 2024/25 belegte er mit Nakhon Pathom den vorletzten Tabellenplatz und musste somit in die zweite Liga absteigen. Nach dem Abstieg wurde sein Leihvertrag nicht verlängert. Für Nakhon Pathom bestritt er sechs Erstligaspiele.

### Nationalmannschaft
Muhammad Abu Khalil spielt seit 2022 für verschiedene Juniorennationalmannschaften seines Landes.

## Erfolge
Selangor FC
- Malaysischer Vizemeister: 2023